# Смулць
Смулць, Смулці (рум. Smulți) — комуна у повіті Галац в Румунії. До складу комуни входить єдине село Смулць.
Комуна розташована на відстані 210 км на північний схід від Бухареста, 60 км на північ від Галаца, 136 км на південь від Ясс.

## Населення
За даними перепису населення 2002 року у комуні проживали 1639 осіб. Усі жителі комуни рідною мовою назвали румунську.
Національний склад населення комуни:
| Національність | Кількість осіб | Відсоток |
| -------------- | -------------- | -------- |
| румуни         | 1638           | 99,9%    |
| німці          | 1              | 0,1%     |

Склад населення комуни за віросповіданням:
| Релігія                                       | Кількість осіб | Відсоток |
| --------------------------------------------- | -------------- | -------- |
| православні                                   | 1638           | 99,9%    |
| лютерани (Синодально-пресвітеріанська церква) | 1              | 0,1%     |

## Зовнішні посилання
- Дані про комуну Смулць на сайті Ghidul Primăriilor [Архівовано 8 жовтня 2012 у Wayback Machine.]